# 2019年喀什米爾示威
2019年8月5日，印度政府撤銷了《印度憲法》第370條賦予查謨和喀什米爾邦的特殊地位和自治權，在撤銷特殊地位的同時，印度內政部出台了重組法案，將查謨和喀什米爾邦分成兩個中央直轄區由中央政府直接管轄。此舉隨即在喀什米爾引發了大規模抗議，印度政府切斷了克什米爾山谷的通訊線路，並部署了上萬的安全部隊，逮捕了超過7000名抗議者。一些喀什米爾的政治家被軟禁，其中包括兩位該邦前首席部長。

## 背景
查謨和克什米爾邦是印度在印控喀什米爾設置的行政區，印度憲法第370條賦予其特殊地位，授權其擁有自己的憲法、邦旗和高度自治。印度中央推行全國的法律也需要查謨和克什米爾邦議會同意。印度憲法第35A條授權邦立法機關定義“永久居民”。那些被定義為永久居民的人有權在該邦置產、就業、獲得獎學金和其他社會福利，印度其他各地人民不得移居該邦置產和擔任公職，印度政府和印度教民族主義者長期對此非常不滿。
2019年8月5日，时任印度内政部长阿米特·沙阿在印度议会上议院联邦院提出该法案。法案出台前，依照宪法第370条规定颁布的总统令撤销了1954年的总统令，使宪法条款全部适用于查谟和克什米尔邦，为重组法案的出台铺平道路。印度上議院旋即通過了撤銷第370條規定的特殊地位的決議和該州的重組法案。8月6日，印度下議院通過了重組法案以及撤銷特殊地位的的決議，将查谟和克什米尔邦分割成查谟和克什米尔中央直辖区和拉达克中央直辖区。2019年8月9日，印度总统正式签署該法案。根据印度政府的公报和声明，该法于同年10月31日生效。

## 示威與鎮壓

### 戒嚴
在撤銷喀什米爾自治地位之前，印度政府以維持該地區法律和秩序的理由，批准動員數千名准軍事安全部隊進入查謨和喀什米爾。8月2日，印度軍隊表示，巴基斯坦軍隊和恐怖分子“正在計劃擴大暴力” 。8月3日，印度政府宣稱收到有「大規模恐怖攻擊情報」，向當地發布緊急命令，下令當地朝聖的印度教徒和大批觀光客離開，增派上萬名士兵進駐該地區。。這些舉動引起了人們對於印度很快將撤銷查謨和喀什米爾的特殊地位的擔憂。
8月4日，印度軍方在喀什米爾山谷中部，北部和南部向安全部隊分發了衛星電話。此後，印度政府下令全面停電、實施宵禁、關閉有線電視、固定電話、手機和互聯網。

### 抗議
據路透社報導，8月9日，超過1萬人在斯利那加抗議印度政府撤銷第370條的決定，一些抗議者向政府安全人員投石。作為回應，印度警察使用子彈和催淚瓦斯對抗議者進行驅散。據半島電視台報導，它已經通過衛星電話接收了斯利那加居民的信息。他們在周五進行抗議活動。示威者與印度軍隊之間發生衝突，印度軍隊發射子彈和催淚瓦斯，造成很多人受傷。
在路透社報道了發生在喀什米爾山谷的大規模流血衝突後，印度政府稱路透社的報道“完全是捏造的和不正確的”，但承認星期五的清真寺祈禱之後，“在斯利那加發生了一些抗議活動，沒有一個抗議活動超過二十多人參加”。
但據英國廣播公司報導，其記者目睹了警察在2019年8月9日星期五祈禱後開槍射擊，並使用催淚瓦斯驅散斯利那加的人群。該目擊報告與印度政府的聲明“抗議從未發生”截然相反。
據路透社報導，8月11日，在當局放寬對城市的限制以允許人們購買食品、藥品並為開齋節做準備之後，數百人在斯利那加抗議。 查謨和喀什米爾警察局局長迪爾巴格·辛格表示：“週五，當有1,000至1,500人從清真寺祈禱時，‘一些不法之徒’開始向安全部隊扔石頭。”
根據印度政府2019年9月6日的報告，抗議爆發以來有近4000人被捕，被捕的人中有超過200名當地的政治家。
2019年10月3日，克什米爾的記者舉行了靜坐抗議活動，以抗議強制性的中斷通信，將互聯網服務和手機信號的全面封鎖稱為“封口”。
2019年10月4日，印度政府拒絕了美國參議員議員克里斯·范霍伦前往查谟和克什米爾的要求。同時，當地社運人士桑迪普·潘迪在試圖離開斯利那加時被警方扣留。在同一天，當地人舉行了抗議活動，他們高呼親巴基斯坦的口號，並要求結束喀什米爾的“印度佔領狀態”。
查謨和喀什米爾邦前首席部長梅博巴·馬夫蒂把8月5日稱為“印度民主的最黑暗的一天”：“查謨和喀什米爾在加入印度後獲得什麼？公路線上的另一個行政區？查謨和喀什米爾邦的特殊地位不是給予查謨和喀什米爾邦人民的禮物嗎？憲法第370條是由同一個國會保障的權利，也是查謨和喀什米爾邦與印度簽訂的合約，但今天這項合約被違背了。”
查謨和喀什米爾邦前首席部長奧馬爾·阿卜杜拉（Omar Abdullah）稱政府對第370條的舉動“單方面且令人震驚”。他認為這“完全是對查謨和克什米爾人民於1947年選擇加入印度時對印度的信任的背叛”。
法案在联邦院表決時，查谟和克什米尔人民民主党的两位议员撕掉宪法的副本表示抗议，遭到停职。草根国大党的13位议员离场抗议。人民院投票表决当天，草根国大党和人民党 （统一派）离场抗议。

### 鎮壓
在8月5日撤銷公告之前，對穆斯林占多數的克什米爾山谷，印度教佔多數的查謨地區和佛教徒佔多數的拉達克地區實行了宵禁。據《衛報》報導，封鎖在斯利那加地區更為嚴重，那裡“人們習慣於宵禁並在戒嚴下生活”。每隔幾百米，水泥路障會阻塞道路，商店和診所關門，所有教育機構也關門。
據報導，到8月18日，有4,000多名克什米爾抗議者被捕，其中包括幾名喀什米爾前領導人，以防止任何抗議或暴力爆發。8月9日，約有500人被捕。查謨和克什米爾前首席部長梅博巴·馬夫蒂和奧馬爾·阿卜杜拉被安全部隊“預防性拘留”。

### 斷網
截至2020年1月3日，該地區的移動互聯網仍未完全恢復，這已經成為印度最大的互聯網關閉事件，迫使克什米爾人登上一輛被稱為“互聯網快車”的擁擠的火車，前往附近的巴尼哈爾使用每小時300盧比（4.20美元）的網吧。

## 國際反應

### 巴基斯坦
8月6日，巴基斯坦外交部發表聲明，指出印度的撤銷是一個非法的“單方面行動”。巴基斯坦陸軍參謀長卡马尔·贾韦德·巴杰瓦說，巴基斯坦陸軍將“在任何程度上”支持喀什米爾人民。8月7日，巴基斯坦議會緊急聯合會議通過了一項決議案，譴責印度的舉動。巴基斯坦國家安全委員會的一次會議決定降低巴基斯坦與印度的外交關係的等級。2019年8月9日，巴基斯坦正式中止了與印度的大部分貿易關係。2019年8月11日，總理伊姆蘭·汗將印度政府與“納粹”相提並論，警告全球對喀什米爾的不作為將等同於“安撫希特勒”。巴基斯坦外交部長沙阿·马哈茂德·库雷希於2019年8月13日星期二發表聲明，說他已寫信給聯合國安理會主席，要求召集安理會緊急會議討論印度的“違反聯合國關於喀什米爾決議的非法行動”。2019年8月20日，巴基斯坦宣布將把爭端提交國際法院，並補充說，巴基斯坦的案件將以印度涉嫌侵犯人權為中心。

### 中國
中國外交部發言人華春瑩表示中國反對將拉達克納入印度的中央直轄區，她表示：“這破壞了中國的領土主權”，“印度的行動是不可接受的，不會產生任何法律效力。”關於總的喀什米爾問題，華春瑩表示，“喀什米爾問題是印度和巴基斯坦之間的歷史遺留問題”。8月9日，中國外交部長王毅會見巴基斯坦外長庫雷希，之後稱中國“對喀什米爾的動盪和緊張局勢升級表示嚴重關切，中國將繼續堅定地支持巴方維護其合法權利”。

### 美國
美國國務院發言人表示，儘管這個有爭議的地區被印度定性為“內部事務”，美國的立場沒有任何變化，並強調了印度和巴基斯坦雙邊會談的必要性，並進一步表示：“我們對拘留的報導感到關切，敦促尊重個人權利並與受影響社區的居民進行討論。”當記者問到美國對克什米爾的政策是否有任何變化時，國務院發言人摩根·奧爾塔格斯回答說：“不。如果有，我當然不會在這裡宣布，但沒有，沒有。”美國國務院的聲明還說：“印度政府在撤銷查謨和克什米爾的特殊憲法地位之前沒有徵詢或通知美國政府”。在2019年7月總理伊姆蘭·汗訪問美國期間，總統唐納·川普提議調解巴基斯坦和印度之間的克什米爾衝突。2019年8月21日，特朗普提議調解喀什米爾的“爆炸性”局勢，並補充說他將在2019年8月24日至26日舉行的第45屆G7峰會上會見印度總理納倫德拉·莫迪。然而，在印度外交部拒绝特朗普对克什米尔的调解提议之后，特朗普最终承认“克什米尔是印度和巴基斯坦之间的双边问题”。

## 後續
截至2019年8月25日，克什米爾山谷的大多數地方都恢復了固定電話服務。2019年10月14日，該區域的手機服務得到了全面恢復。在印度最高法院裁定無限期關閉互聯網是非法的之後，2020年8月16日，當地恢復了高速移動互聯網服務（4G / LTE）。
從2020年7月開始，印度政府允許印度安全部隊在印控克什米爾地區購買土地。這與先前的政策相反，在先前的政策中，印度安全部隊必須申請特別許可才能在該地區購買土地。只有當地人才能在印控克什米爾購買土地，但是隨著印度政府剝奪克什米爾的自治權，印度安全部隊可以購買土地並居住在克什米爾。
根據喀什米爾運輸勞工福利協會的數據，2019年的封鎖至少影響15萬人的就業機會。喀什米爾商業與產業公會（KCCI）則統計，封鎖至少讓當地損失了53億美元，造成50萬人失去工作。又加上爆發的疫情，佔當地GDP至少6.92%的觀光產業遭到極大打擊，2020年1月只有3,750名遊客訪問斯利那加，2021年1月只有19,000名遊客訪問查謨與喀什米爾。
2020年8月3日，撤銷查謨與喀什米爾邦自治地位一周年前夕，印度當局宣布兩天兩夜的宵禁，以預防大規模抗議的可能性。